# 以巴冲突
以巴衝突是自1948年持续至今的衝突，與阿以衝突及中東戰爭密切相關。自約两千年前犹太人被羅馬帝國逐出故土后，许多流亡的猶太人一直試圖返回耶路撒冷及以色列地。第一次世界大战后，英国從鄂圖曼帝國手上奪得巴勒斯坦地区，建立巴勒斯坦托管地。英国在1917年的《贝尔福宣言》中承诺在阿拉伯人口佔90%的巴勒斯坦地区帮助犹太人建立民族家园，这导致該地犹太人与阿拉伯人之间的冲突加剧，后演变成公开的民族冲突。第二次世界大戰期間，納粹德國發動的大屠殺又加速了猶太人移居此地區，犹太人在该地区人口佔比增加至30%。1947年11月，57个联合国成员国投票通过聯合國大會第181號決議，將巴勒斯坦托管地分割为兩個國家。议案以33票赞成、13票反对通过；美国、苏联及西欧国家投下赞成票，印度、阿拉伯国家反对议案，英国棄權。该决议通過後的次年，以色列宣布立国，引发了邻近阿拉伯国家的军事干预，导致第一次中东战争爆發。
1990年代的《奥斯陆协议》試圖促成两国方案。这份协议大致划定了耶路撒冷的地位、以色列定居点、边界、安全、水权、巴勒斯坦人的自由行动权和回归权。在争端双方的族群里，有些个人和团体呼吁完全消灭对方，雙方皆有主張對方並非真正的民族，故無權建國的論述。現時大多數國家均支持以兩國方案解決以巴衝突；亦有人支持一国方案，即建立一个包括现在的以色列、约旦河西岸及加沙地带在内、種族及宗教地位平等的世俗国家；此外有三国方案，即將約旦河西岸和加沙地帶分別併入约旦和埃及。

## 历史

### 19世纪—1920年：起源
以巴衝突始于1880年代巴勒斯坦地區阿拉伯人与犹太人之间的冲突。自公元135年被羅馬帝國驅逐出以色列地以來，許許多多流亡海外的猶太人一直試圖返回故土，18世紀以後有數波小型的回歸潮，從數百到上千人不等。第一次大規模的回归浪潮則始于1881年，散居在世界其他地区的犹太人为了逃避迫害，开始回流到以色列地，即古迦南之地或古犹太国之地，今巴勒斯坦地區。犹太人从奥斯曼帝国和阿拉伯人手中购买土地并定居。
1896年，維也納記者和劇作家西奥多·赫茨尔发起锡安主义（又稱“犹太复国主义”）运动，号召全世界犹太人回归故土，恢复本民族的生活方式。1897年8月29日在瑞士巴塞尔，他召集了第一届“世界锡安主义大会”，大会决议建立“一个得到公众承认的、有法律保障的家园（或国家）”。“犹太国民基金”和“巴勒斯坦土地开发公司”等相应机构成立，帮助世界各地的犹太人移居巴勒斯坦。
第一次世界大战中，奥斯曼帝国加入了同盟国，与包括英国在内的协约国为敌。1915至1916年间，时任英国驻埃及高级官员亨利·麥克馬洪与汉志阿拉伯教长侯赛因进行了五次通信，达成了巴勒斯坦、叙利亚和伊拉克等地的阿拉伯领袖与协约国共同对奥斯曼作战的协议，而英国同意战后建立独立的阿拉伯国家以交换。1916年9月，英国与法国达成了战后分割奥斯曼中东各省的《賽克斯-皮科協定》。
锡安主义运动的发展推动了第二次回归的浪潮（1904-1914年），约有四万名犹太人返回定居。1917年，英国外交大臣阿瑟·貝爾福发表《贝尔福宣言》：“英王陛下政府赞成在巴勒斯坦建立一个犹太人的民族家园，并将尽最大努力促其实现”。當時，犹太人在巴勒斯坦地區除老依舒夫外只拥有少量土地。
1919年1月，哈伊姆·魏茨曼与伊拉克国王费萨尔一世签署了《费萨尔-魏茨曼协定》，费萨尔在协定中接受《贝尔福宣言》，但条件是英国必须遵守此前关于阿拉伯国家独立的承诺。

### 1920年—1948年：英屬巴勒斯坦託管地
一战中，1915年，在丘吉尔的主导下，英法军队对奥斯曼帝国发动了加里波利之战，遭遇惨败。随后英国军官阿拉伯的劳伦斯组织当地以贝都因人部落为主的军事力量与奥斯曼帝国作战，有效削弱了奥斯曼帝国的势力。1918年一战结束后，奥斯曼帝国完全退出此地区并于1923年瓦解，而阿拉伯部落之间纷争不断，最后默认由英国占领。1920年，国际联盟委托英国管辖巴勒斯坦地区，包含外约旦、以巴地区。1922年英国将托管地划分为两部分：约旦河东部（现约旦）由哈希姆家族实际管理，约旦河西部由英国控制，此时这些地区犹太人佔总人口的11%，与阿拉伯人混居。第一次世界大战后，犹太人掀起了第三和第四次回归浪潮。1931年，犹太人佔当地总人口的17%。接着在1933年，纳粹党在德国执政，掀起第五次犹太人回归浪潮。1936年巴勒斯坦阿拉伯人大起義後，英國的皮爾委員會在1937年首次提議將巴勒斯坦地區劃分為猶太國和阿拉伯國。1940年，犹太人已佔当地居民总数的30%。随着犹太居民比例从1922年的11%增涨至1940年的30%，犹太人与阿拉伯人之间的关系也日趋紧张。對此英國在1939年頒布了一份白皮書，規定1939年后的5年內猶太人可再移民75,000人，此后不再接受猶太移民。許多猶太人和錫安主義者視這份白皮書為對猶太人的背叛，認為此舉違背了《贝尔福宣言》，亦有猶太人持不同意見。阿拉伯人的抗議活動並沒有就此平息，他們希望託管地政府完全停止准許猶太人移居當地。

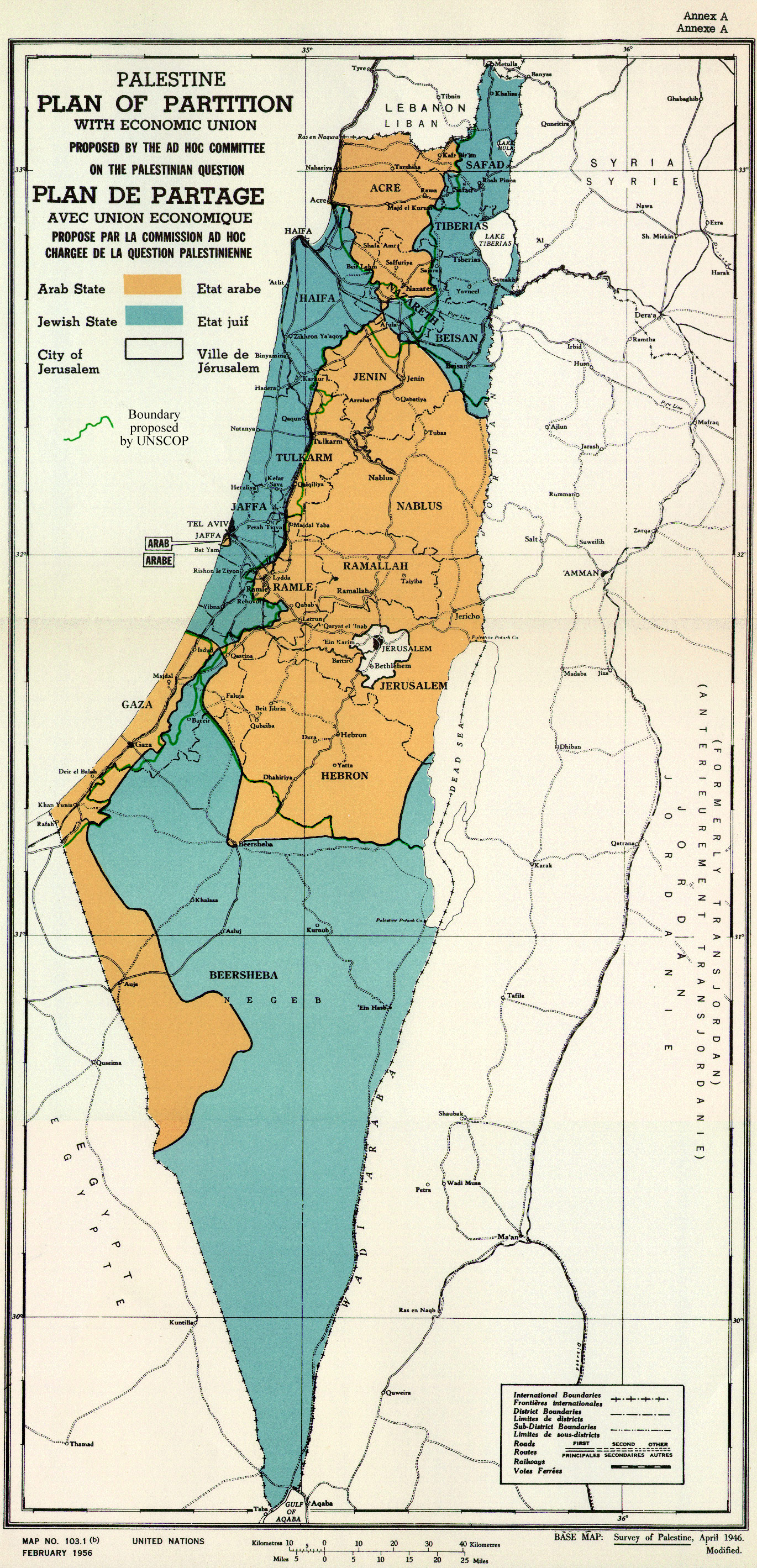
由聯合國巴勒斯坦問題特別調查委員會和巴勒斯坦問題特設委員會提出並交由聯合國大會表決的聯合國大會第181號決議中的巴勒斯坦分割計劃

二战中的猶太人大屠殺进一步推动了犹太人的回归，猶太人復國的理念也越來越强烈。1944至1948年之间，約20万犹太人通过各种途径辗转来到巴勒斯坦地区。第二次世界大战结束后，巴勒斯坦地区已经有60万犹太居民，佔当地总人口约1/3。1947年，犹太人已擁有該地區7.4%的土地。此時，該地區的土地11.6%為巴勒斯坦阿拉伯人所有，6.9%為外籍人士所有，70.6%仍為託管地政府所有。
1947年，鉴于犹太人与阿拉伯人之间的暴力冲突不断升级，和平努力受到挫败，英国政府决定从巴勒斯坦托管地脱身。联合国成立了“巴勒斯坦专门委员会”。1947年11月联合国大会表决了第181號決議，33国赞成（包括美国和苏联），13国反对，10国弃权（包括英国），通过决议：将巴勒斯坦地区分劃为两个国家，犹太人和阿拉伯人分别獲得大约55%和45%的领土，联合国計劃將耶路撒冷置于國際管理之下，以期避免冲突。分治方案在已开发领土上大致采取照顾传统聚居点、按人口比例均分的原则，结果划出多块相互交错的领土；考虑到未来大量犹太难民的迁入，以及猶太國將有的阿拉伯裔公民，将南部人烟稀少的沙漠地区内盖夫划入犹太国，故犹太人以1/3的人口获得了55%的领土。联大决议使当时拥有巴勒斯坦地区7.4%的土地、佔該地區人口1/3的犹太人得到該地區56%的土地（约1.52万平方公里），而拥有該地區11.6%的土地、佔該地區人口2/3的巴勒斯坦阿拉伯人則得到43%的土地（约1.15万平方公里）。大卫·本-古里安在联合国通过分劃方案的当日接受了該方案，但阿拉伯国家联盟认为「联合国无权插手当地事务」而不予接受，而托管国英国则在对决议表决時弃权。
1948年5月14日，即英国的托管期最後一日，以色列国正式宣布成立，同时宣布在1947年分治方案划归它的领土内建立以色列国。阿拉伯裔与犹太裔居民之间当即爆发剧烈的敌对行动。
以色列在1949年5月11日加入聯合國，成為聯合國成員國，以保障其在國際上能夠獲得廣泛承認的國家地位。

### 1948年—1993年：中东战争

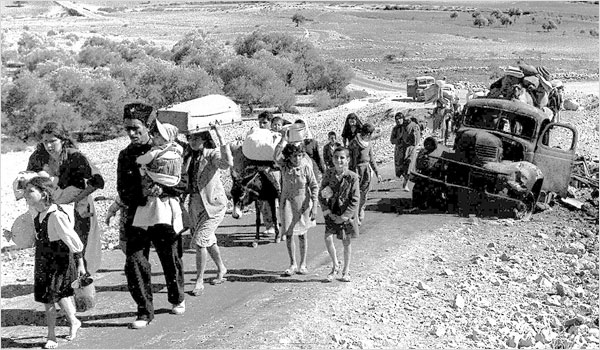
流亡的巴勒斯坦人，摄于1948年

在以色列建國之後，由埃及、伊拉克、約旦、敘利亞、黎巴嫩等國組成的阿拉伯聯軍向以色列發起攻擊，引發了以色列獨立戰爭，又稱第一次中東戰爭。北邊的敘利亞、黎巴嫩和伊拉克軍隊都在接近邊界的地方被阻擋下來，來自東方的約旦軍隊則攻下耶路撒冷的東部，並且對城市的西部展開攻擊。不過，猶太人的民兵部隊成功的阻擋了約旦軍隊，而地下的國民軍組織部隊伊尔贡也阻止了來自南方的埃及軍隊。從6月開始，聯合國宣佈了一個月的停火令，在這段期間裡以色列國防軍正式成立。在數個月的戰鬥後，雙方在1949年達成一則停火協議並劃定暫時的邊界，這條邊界線稱為「綠線」。以色列在約旦河西岸獲得了額外的23.5%的管轄領域，而依據聯合國決議理應成立巴勒斯坦阿拉伯國的地區則分別被約旦與埃及佔領，約旦佔有以色列南部一塊山地區域和撒馬利亞，後來合稱為西岸地區。埃及在沿海地區佔有一小塊的土地，後則稱加薩走廊。巴勒斯坦地區因而呈現由以色列、埃及、約旦三國瓜分的局勢。
大量的阿拉伯人口為了躲避戰火而逃離新成立的猶太國家，阿拉伯人將此次流亡稱為「大災難」，估計有400,000至900,000名阿拉伯人流亡，後來稱為巴勒斯坦難民，不過也有部分阿拉伯人堅守原地，並選擇接受以色列國籍（即阿拉伯裔以色列人），聯合國估計有711,000名阿拉伯人成為難民，多數難民遷入以色列周遭的約旦、黎巴嫩、埃及等阿拉伯國家所控制的地區。戰爭結束後，由於周遭阿拉伯國家均與以色列為敵對關係的國安考量，並避免國內阿拉伯人口過多可能對猶太政權產生的威脅，以色列拒絕了多數讓巴勒斯坦難民回歸的請求（多數難民的回歸遭到否決，但少部分信奉基督教而非主流穆斯林群體的阿拉伯難民被允許回到家園）。隨著1948年的戰爭，西岸地區和加薩走廊的猶太人口開始遷入以色列，大量來自阿拉伯國家的猶太人移民使得以色列的人口遽增了兩倍。在接下來幾年裡，由於與猶太國家的敵對關係，阿拉伯國家開始以沒收財產、取消公民權乃至屠殺與強制驅離等方式迫害自己國內的猶太人，將近850,000~900000名米茲拉希猶太人從阿拉伯國家逃離或遭驅逐，其中約有600,000人遷移至以色列。该地区犹太人口在以色列建国一年多后翻倍，由此开始超过阿拉伯人口。
以色列和阿拉伯國家的關係在1956年再次緊繃。埃及在1956年將英法控制的蘇伊士運河收歸國有，並封鎖為以色列戰略要地的蒂朗海峽，引发以色列、英國和法國不滿。以色列秘密地與英法兩國結盟，對埃及宣戰。在蘇伊士運河危機後，英法以三国的行动遭到国际社会的普遍指责。作为三国盟友的美国也不满这次秘密行动，他们将英法的侵略看作是殖民主义的再次体现。英法以三國遭到聯合國的譴責，以色列後從西奈半島撤軍。
1967年5月，敘利亞、約旦及埃及透露了開戰的可能，埃及驅逐了在加薩走廊的聯合國維和部隊，並再次封鎖了蒂朗海峽，接着又在以色列邊界部署大量的戰車和戰機。以色列於是在6月5日對埃及展開攻勢，擊敗了所有阿拉伯的軍隊，並且在空軍戰場上獲得完全的勝利。此次戰爭被稱為第三次中东战争，又稱六日戰爭。以色列一口氣奪下了整個西岸地區、加薩走廊、西奈半島和戈蘭高地，1949年劃定的綠線則變成以色列管轄本國領土和佔領區域的行政分界線。
1973年10月6日，正值猶太教的贖罪日當天，埃及和敘利亞等阿拉伯聯軍對以色列發起突襲攻勢，分別攻擊六年前六日战争中被以色列佔領的西奈半島和戈蘭高地。巴勒斯坦也派出部隊支援阿拉伯聯軍，是為第四次中东战争，又稱贖罪日戰爭。作為代理人戰爭，蘇聯支持阿拉伯國家，美國支持以色列；儘管阿拉伯聯軍在戰爭初期成功打擊準備不足的以色列軍隊，随着美軍向以色列提供卫星侦察结果，主导制定战略，并紧急调遣美国空军F-4鬼怪式多用途战机，在涂改军徽后，由美国飞行员从美国本土起飞，经多次加油飞至以色列，作为以色列空军直接参战，埃及和敘利亞最終仍被以色列擊退。戰後的幾年局勢變得較為平靜，以色列和埃及終得簽署和平協議。
為了報復美國支援以色列，阿拉伯石油輸出國組織（OAPEC）、石油輸出國組織（OPEC）裡的阿拉伯國家，由沙烏地阿拉伯領導，在10月17日決定每個月減低石油產量5%，並威脅徹底禁運。然而美國總統尼克森還是在10月18日向美國國會請求提供了以色列22億美元的軍火。利比亚立即宣布对美国实行石油禁运。由此又导致第一次石油危机，直至1978年，在美国斡旋下簽訂《戴维营协议》，以色列將西奈半島還給埃及，“石油危机”得以缓解。 
在1982年，以色列在其驻英国大使被巴勒斯坦槍手槍擊重傷後，出动陆海空军100,000多名部队，对黎巴嫩境内的巴勒斯坦解放组织和叙利亚军队发动了大规模的進攻，几天时间就占领了黎巴嫩的南半部，并捲入自從1975年以來一直進行的黎巴嫩內戰。以色列的開戰理由為保護以色列在北方的定居點，當時這些定居點經常受到來自黎巴嫩的恐怖襲擊。在建立了四十公里的障礙區後，以色列國防軍繼續前進，甚至攻下了首都貝魯特。以色列軍隊將巴勒斯坦解放組織逐出了黎巴嫩，迫使巴解轉移基地至突尼斯。是為黎巴嫩戰爭。以色列最後在1986年撤出了大部分在黎巴嫩的軍隊，邊界的緩衝地帶則一直被維持著，直到2000年以色列進行單方面的撤軍。
除以上大规模战争外，以阿间还爆发了多次非战争流血冲突。1968年至1972年這段期間稱為消耗战争，以色列和敘利亞、埃及間的邊界頻繁爆發許多小規模的衝突。除此之外，在1970年代早期，巴勒斯坦武裝组织开始對以色列和各國的猶太人展開恐怖攻擊，在1972年夏季奧林匹克運動會中爆發了慕尼黑慘案，巴勒斯坦的武裝民兵挾持以色列的代表團運動員作為人質，最後所有人質皆遭殺害。以色列對此展開了報復性的「不老泉行動」乃至「天譴行動」，由一群以色列情報特務局（俗稱摩薩德）的特工在世界各地暗殺筹划慕尼黑慘案的幕後兇手。
在1987年爆發的巴勒斯坦大起義引燃了佔領區域的一連串暴動。加沙的巴勒斯坦人怒火中烧，走上街头，采用游行、罢工、抵制美以货物等和平方式，不与占领当局合作，展开与以色列当局持续数年的对抗。巴勒斯坦解放组织总部当时设在突尼斯，“哈马斯”组织被猜度为幕后指挥者。在那次起义中，巴勒斯坦人创造出以落后“冷兵器”向以色列示威的斗争方式，即以青少年在街头投掷石块、自制燃烧瓶与现代武装的军警对抗；这次起义到1993年《奥斯陆协议》签署之后才告一结束。
在1979年3月，貝京和沙達特在美國首都華府達成《以色列-埃及和平條約》。隨著條約的簽訂，以色列從西奈半島撤軍，並且撤離了自從1970年代開始在那裡建立的移民區。以色列也同意以1949年劃定的綠線為基礎賦予巴勒斯坦人自治權，而非1947年联大181决议提出的界限。以色列堅持以耶路撒冷為其首都，並正式定為法律。

### 1993年—2000年：奥斯陆和平进程

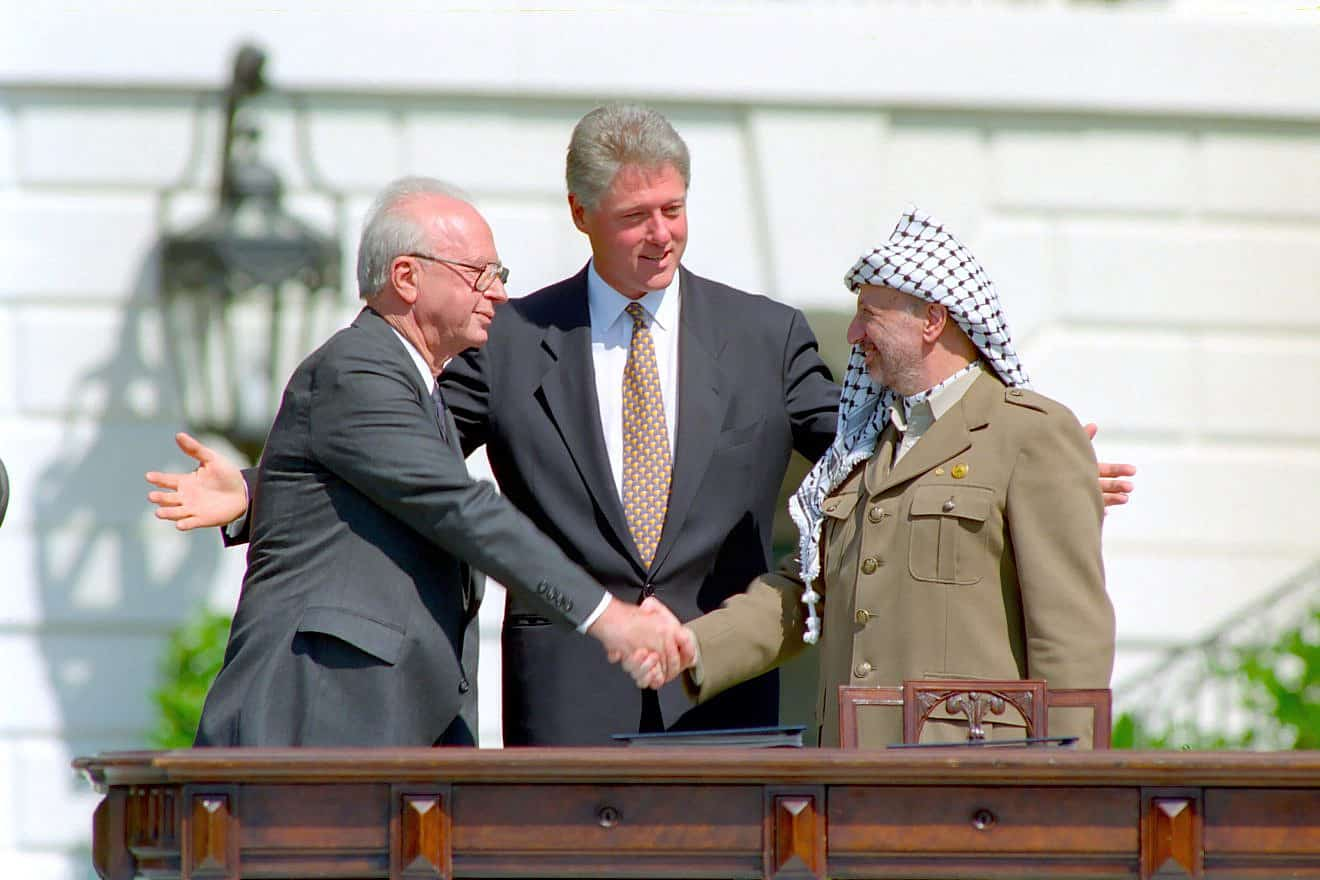
以色列總理拉賓和巴勒斯坦解放組織主席阿拉法特在美國白宮草坪會面，中為美國總統柯林頓，柯林頓在總統任內積極推動以巴和談。

在1992年選舉中，伊扎克·拉賓當選總理，相隔十五年後再度主政。在競選時，工黨曾承諾將會大力改善以色列的國內治安和與阿拉伯國家的關係。到了1993年底，以色列的工黨政府拋棄了1991年的馬德里協議框架，改與巴解直接簽訂《奧斯陸協議》。
最初以色列大眾廣泛支持奧斯陸協議，然而在協議簽訂之後以色列仍然持續遭到哈馬斯武裝團體的頻繁攻擊，協議受到的支持也開始大量減少。在1995年11月4日，拉賓遭到極端的以色列民族主義者伊蓋爾·阿米爾刺殺。
由於拉賓的遇刺，大眾對於奧斯陸協議的觀感也稍有好轉，大為提升了接任人希蒙·佩雷斯的支持度。不過，新的一波自殺炸彈攻勢加上阿拉法特讚美炸彈客的聲明，使得公眾輿論再次扭轉，並且在1996年5月的首次總理直接選舉，佩雷斯敗給了右翼聯合黨的本雅明·內塔尼亞胡。
雖然內塔尼亞胡被視為是奧斯陸協議的堅定反對者，他仍然決定從希伯倫撤軍，並且簽下了懷伊備忘錄（Wye River Memorandum），給予巴勒斯坦民族權力機構更大的自治權力。在內塔尼亞胡任內巴勒斯坦團體對以色列平民的襲擊活動大為減少，然而他的聯合政府仍然在1999年垮台。在1999年選舉中工黨的埃胡德·巴拉克以大幅票數差距擊敗內塔尼亞胡而繼任總理。
巴拉克和亞西爾·阿拉法特曾在美國總統比爾·柯林頓的斡旋下於2000年在大衛營進行協商，然而協商最後失敗，阿拉法特提出的條件是一個由73%西岸地區和100%加薩走廊組成的巴勒斯坦國家，並且在10至25年時間內將西岸地區的巴勒斯坦領域擴展至90%（排除耶路撒冷郊區則是94%），但巴拉克認為方案否定了以色列在耶路撒冷的地位，而阿拉法特堅持以耶路撒冷作為巴勒斯坦國的首都，拒絕讓步。

### 2000年至今

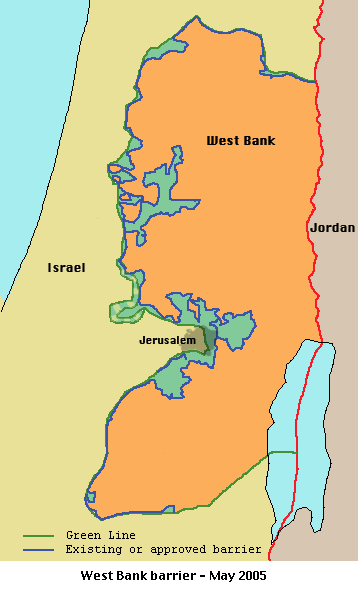
经批准的约旦河西岸隔离墙路线，2005年5月

在談判破裂後，巴勒斯坦開始了第二次暴動，被稱為阿克薩群眾起義，衝突開始的時間就發生在以色列反對派領袖訪問耶路撒冷聖殿山之後不久。協商的失敗以及暴力事件的爆發使得許多以色列人對巴拉克政府感到失望，並且也使和平協議的支持度大減。
在一場總理的特別選舉後，艾里爾·夏隆在2001年2月成為了新的總理，右翼聯合黨在不到兩年後重新主政，稍後又在2003年的選舉中成功連任。夏隆開始從加薩走廊單方面撤軍，並撤出數千名以色列定居者。 以色列因此聲稱已經結束佔領。 然而，這一說法受到了質疑，因為儘管加薩不是以色列的一部分，而且加薩人沒有以色列護照，但以色列繼續對加薩的領海和領空行使控制權。
以色列開始在西岸地區邊界建立了圍牆，目的是為了保護以色列免遭武裝巴勒斯坦團體的攻擊。為了建立長達681公里的圍牆，接近圍牆的緩衝地區也連帶的減少了9.5%的西岸地區面積，使得巴勒斯坦居民的經濟狀況遭遇困難。圍牆的建立的確有效減少了對以色列平民的恐怖攻擊，不過，遭致了國際間的許多批評，也遭到一些以色列極左派的批評。。
2006年6月25日凌晨，8名巴勒斯坦武装人员通过地下通道潜入位于加薩地带南部附近的以軍軍事哨所，向坦克和碉堡发射火箭弹，并炸毁一辆装甲车。以军发言人证实，2名士兵被炸身亡，4名士兵受伤。遭绑架的以军士兵是19岁的吉拉德·沙利特。当晚，以色列内阁举行特别会议，决定同意国防军着手营救这名士兵。以色列對此展開了夏雨行動，大量轟炸哈瑪斯目標以及其他橋樑、道路、以及發電站。以色列也派軍佔領此地區。
2007年6月，哈瑪斯通過加薩之戰從法塔赫手中奪得加薩走廊的控制權，自此法塔赫僅控制約旦河西岸地區，而加薩走廊由哈瑪斯控制。以色列從此開始嚴密封鎖加薩走廊，埃及亦關閉加薩走廊南部的邊界，居民只能依靠救濟和從與埃及間的地道掙扎求生。
以色列自2007年3月開始準備對加薩地帶進行軍事干預。6月，當雙方正在進行協商時，國防部長埃胡德·巴拉克下令以色列國防軍（IDF）制定針對加薩的作戰計劃。2008年6月19日，在埃及的調停下，以色列與哈瑪斯達成為期六個月的「休戰」協議，暫停敵對行動。然而，由於該協議沒有共同商定的文本或執行機制，最終失效。該協議的目的是為IDF的作戰準備贏得時間。
該協議規定，哈瑪斯必須停止對以色列的火箭和迫擊砲攻擊，而以色列則需停止對加沙的軍事行動並逐步在13天內減少對加薩的封鎖。
雙方未能達成共識的議題包括哈瑪斯在加薩的軍事建設以及釋放被俘的以色列士兵沙利特。
哈瑪斯呼籲加薩的所有武裝組織遵守停火，並對此充滿信心。以色列的談判代表、國防部官員阿莫斯·吉拉德強調，以色列要求全面停火，即便一枚火箭被發射都將被視為違反協議。他還補充說，埃及也承諾將阻止加薩的走私行為。此外，吉拉德表示，以色列將對來自加薩的所有襲擊事件追究哈瑪斯的責任。
在英國外交事務委員會的一次調查中，阿爾巴索斯博士表示：「不幸的是，在2008年11月4日，以色列軍隊殺死了六名巴勒斯坦人。當晚我正準備離開加薩前往英國。我記得當時以色列軍隊入侵了加薩中部地區，並殺死了六人。我認為這是以色列方面的嚴重違規，破壞了停火協議。我相信，包括哈瑪斯在內的巴勒斯坦派系當時已經遵守停火，並有意在近期內重啟協議。」然而，巴爾-亞科夫女士反駁道：「以色列方面對停火增加了一個條件，擔心哈瑪斯正在挖掘隧道穿越邊境以綁架更多士兵。條件規定，如果哈瑪斯靠近邊境500米內，以色列將會發動攻擊，而這正是2008年11月4日所發生的事情。」
英國律師兼教授杰弗里·奈斯（Geoffrey Nice）與將軍尼克·帕克（Nick Parker）在一次講座中表示：「挖掘隧道並不構成違反停火協議，但以色列武裝入侵加薩則明顯是違規行為。」
2008年12月15日，以色列在傑寧暗殺巴勒斯坦高級指揮官，引發以色列和哈馬斯之間的一輪攻擊。
2008年12月17日，一名40歲的巴勒斯坦人在加薩北部被以色列國防軍炮火打死。第二天，12 月 18 日，哈馬斯宣布停火結束，距離停火正式到期的前一天。當天有20多枚火箭從加薩發射到以色列南部。
2008年12月19日，哈馬斯拒絕參加續簽六個月停火協議的談判，哈馬斯發言人宣布不會延長停火協議。發言人艾曼·塔哈指出，哈馬斯拒絕是因為敵人沒有遵守其義務，以放鬆對加薩地帶的嚴重封鎖，並且沒有停止所有襲擊。
2008年12月22日，以色列國防部長埃胡德·巴拉克表示，以色列不會接受加薩走廊巴勒斯坦武裝分子持續發射火箭彈，此前一直支持停戰的以色列外交部長齊皮·利夫尼建議對巴勒斯坦人採取軍事行動。
2008年12月23日，哈馬斯高級領導人馬哈茂德·扎哈爾表示，哈馬斯願意根據最初的條款延長停火，要求以色列承諾不在加薩地帶採取任何軍事行動，並保持邊境口岸開放。札哈爾在接受埃及報紙《金字塔報》採訪時表示，一旦哈馬斯發誓停止發射火箭彈的 24 小時結束，運動將重新評估加薩局勢。儘管巴勒斯坦武裝派系宣布暫時停火，八枚卡薩姆火箭和八枚迫擊砲彈仍然擊中了內蓋夫。同一天，以色列國防軍擊斃了三名巴勒斯坦武裝份子，表示他們在邊境安放爆炸物。
2008年12月24日，以色列的空襲打擊了加薩地帶的一群武裝分子。以色列軍方發言人表示，這些武裝分子向以色列發射了迫擊砲。巴勒斯坦醫護人員表示，襲擊中一名哈瑪斯人員死亡，另外兩名巴勒斯坦人受傷，其中包括一名哈瑪斯電視台的攝影師。
同日，哈瑪斯的軍事部門發表聲明，宣佈啟動代號為「油漬行動」（Operation Oil Stain）的行動。87枚巴勒斯坦的迫擊砲、喀秋莎火箭和卡桑火箭擊中了內蓋夫地區。哈瑪斯聲稱將擴大「油漬行動」，讓數千名以色列人「置於火線下」。此外，哈瑪斯表示已為戰爭做好準備：「這遠比向以色列威脅屈服更重要，我們現在的準備程度比以往任何時候都更充分，以應對以色列的侵略並自我防衛。」
2008年12月25日，以色列「完成了大規模攻勢的準備」後，以色列總理埃胡德·奧爾默特在接受阿拉伯語衛星頻道Al-Arabiya的採訪時發出最後警告。他表示：「我現在告訴他們，這可能是最後一刻，我在告訴他們停止。我們（以色列）更強大。」當天又有六枚卡桑火箭落入以色列南部。
2008年12月27日以色列和哈馬斯之間的臨時休戰協議破裂後，以色列F-16戰鬥機對加薩目標發動了一系列空襲。
以色列在衝突開始前六個月就開始籌劃軍事行動，目標是蒐集情報以識別可能的攻擊目標。以色列國防軍（IDF）還進行了虛假信息行動，旨在讓哈瑪斯感到安全，從而出其不意地發動攻勢。國防部長埃胡德·巴拉克（Ehud Barak）表示，此次攻勢是由於以色列對火箭攻擊的「耐心已經耗盡」，而哈瑪斯在11月4日以色列摧毀一條隧道後重新開始發射火箭。
以色列官員稱，12月27日的軍事行動讓哈瑪斯措手不及，從而增加了其武裝分子的傷亡數量。

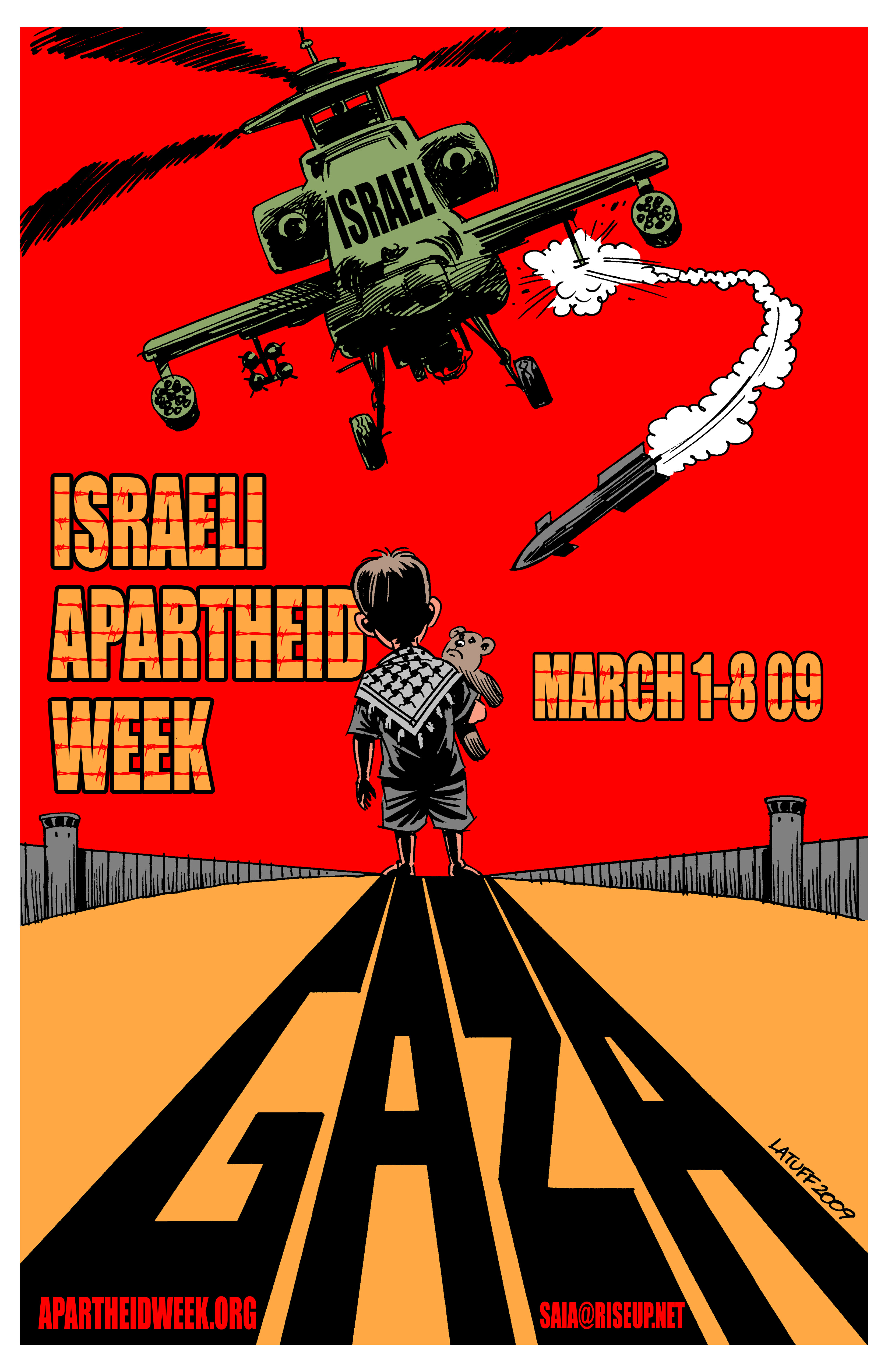
諷刺以色列的海報，摄于2009年

2014年5月15日，兩名巴勒斯坦青少年在貝圖尼亞大屠殺紀念活動中被以色列軍警槍殺。
2014年6月12日，三名以色列青少年在約旦河西岸被綁架。
2014年7月8日，以色列国防部队发动了名为“保护边缘行动”针对哈馬斯，军事入侵加薩，釀成巴勒斯坦平民死傷慘重。
2014年8月27日，以色列和哈马斯达成停火协议，2014年以巴冲突结束。
2015年10月11日，以色列國防軍在加薩走廊邊界和參與示威遊行的巴勒斯坦人爆發一連串衝突，造成6人死亡和50多人受傷。
2018年5月14日，美國駐以色列耶路撒冷大使館開幕，正值以色列的獨立日，亦是巴勒斯坦「災難節」的前一日。加沙地帶爆發新一輪示威反對美國和以色列，批評兩國認定耶路撒冷為以色列的首都，侵佔巴勒斯坦的主權。其後以色列警方開槍鎮壓示威，超過50人死亡、至少2,000人受傷。巴勒斯坦人稱之為「大屠殺」，外界相信此次示威為近年以巴衝突中最血腥的一日。多國批評以色列的行動，其中土耳其更加驅逐外交官，以色列則以對方不尊重外交禮儀為由，驅逐土耳其外交官。而美國則支持以色列，指責哈馬斯挑起衝突。
2018年12月10日，以色列军人进入拉姆安拉打伤27名巴勒斯坦人。
2019年5月3日至6日，自加薩地带两名以色列士兵在加薩-以色列边境的每周抗议活动中受到狙击手射击，加薩-以色列冲突于2019年5月3日开始升级，作为回应，以色列空军进行了空袭，造成四名巴勒斯坦人死亡。此后，加沙向以色列发射了数百枚火箭弹，而以色列空军袭击了加沙地带内的许多目标。此外，以色列增加了在加沙-以色列边界附近的部队人员。在埃及的调解下停火协议于5月6日生效。
2019年9月28日，马来西亚首相马哈迪·莫哈末在第74届联合国大会上发表演说时表明，马来西亚无法接受以色列「公然占领巴勒斯坦领土作为定居点，同时侵占耶路撒冷」。
2020年5月，巴勒斯坦总统馬哈茂德·阿巴斯宣布与美国和以色列的所有协议无效。不過在當年11月17日，巴方决定与以色列恢复双边安保和民事合作。

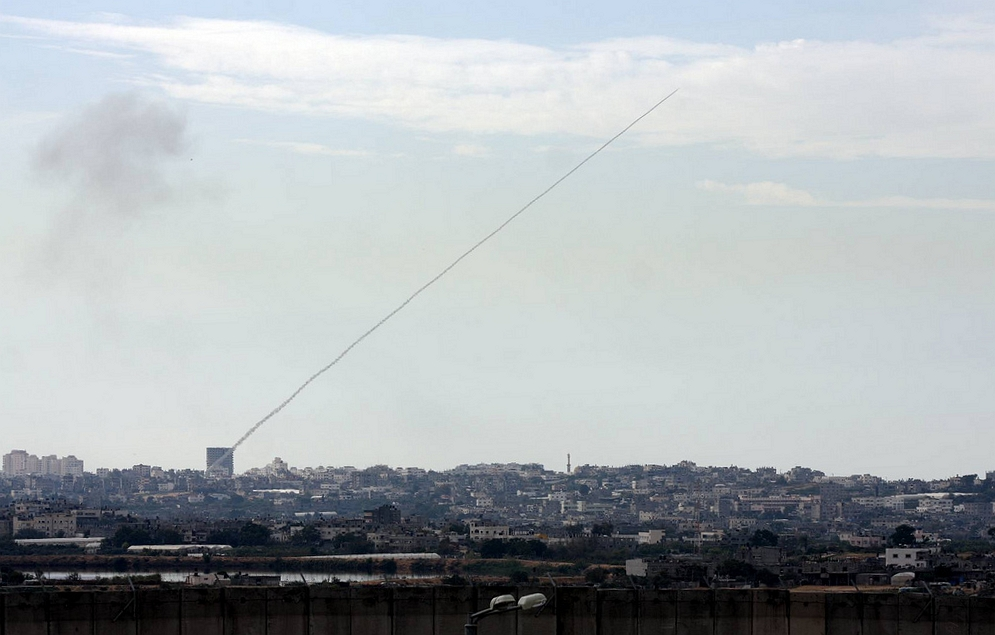
火箭攻击以色列南部影片，2009年3月
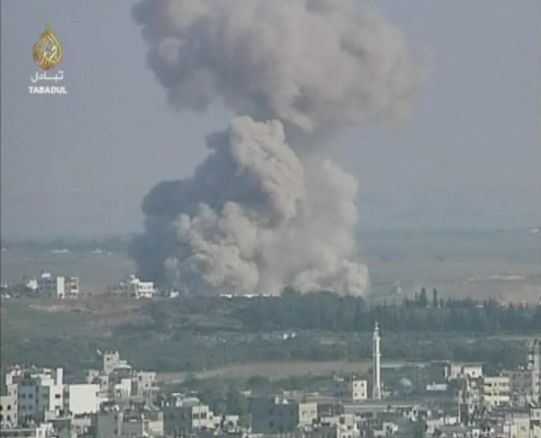
阿卡桑火箭从加沙平民区向以色列南部发射，2009年1月
- 2008年加沙戰爭期間，以色列對加沙的空袭

2021年5月7日，由於以色列最高法院準備審理驅逐東耶路撒冷謝赫傑拉區巴勒斯坦人出住處一案，加之以色列警方以防疫為理由，限制巴勒斯坦民衆齋月期間前往聖殿山祈禱，引爆大規模衝突，以色列部隊衝入阿克薩清真寺導致衝突升級。11日哈馬斯向以色列中部城市特拉維夫發射火箭彈，以色列隨即在加沙轟炸展開還擊。
2022年8月5日，以色列国防军以“破晓行动”的名义向加沙地带的武装分子和基础设施发动空袭。
2023年1月26日，以色列军方在杰宁市与巴勒斯坦武裝分子发生冲突，导致至少9名巴勒斯坦人死亡、20人受伤，9名死者中包括1名年長婦女和8名男性。這起衝突成為傑寧鎮20年來，死傷最嚴重的一次。巴勒斯坦总统马哈茂德·阿巴斯宣布为遇难者哀悼三天。同時巴方决定中断与以方的安全协调。巴勒斯坦武装人员同時从加沙地带向以色列发射两枚火箭弹。1月27日，以军表示两枚火箭弹已被防空系统拦截。
2023年2月22日晚，以色列军队对纳布卢斯发动突袭，造成11人死亡。2月底，約旦河西岸北部城鎮胡瓦拉有兩名以色列人遭巴勒斯坦人槍殺，引發住在附近猶太定居點的以色列人不滿。大批以色列人襲擊巴勒斯坦人的房屋，有多間房屋和十多架汽車被人放火。襲擊中有一名巴勒斯坦男子中槍身亡，4人嚴重受傷，近一百人吸入催淚氣體接受治疗。同時以色列与巴勒斯坦官员在约旦会谈，承诺采取措施以缓解不断升级的暴力冲突。同時以色列承诺在未来4个月停止讨论建立任何新的定居点，并在未来6个月停止批准任何新的定居点。
2023年3月7日，以軍進入約旦河西岸傑寧難民營搜捕，期間與巴勒斯坦人發生衝突，導致6名巴勒斯坦人被以軍擊斃，另有26名巴勒斯坦人受傷。3月9日，有3名巴勒斯坦人在杰宁被以色列军人打死。4月6日，以色列军队对加沙地带发动空袭。
2023年5月9日凌晨起，以色列国防军出动战机空襲對加沙地带發動多輪空襲，截至5月11日，襲擊已造成30人死亡，76人受伤。死者中包括傑哈德的3名领导人。以色列方面遭到火箭弹襲擊，造成至少1人死亡。5月12日下午，以色列国防军对加沙地带中部一处公寓发动空袭，造成包括一名杰哈德高级成员在内的多人死亡。5月13日，杰哈德同以色列达成停火协议。5月22日，巴勒斯坦卫生部表示，以色列军队在纳布卢斯打死3名巴勒斯坦人。
2023年6月19日，以色列突袭杰宁难民营，打死了包括一名儿童在内的5名巴勒斯坦人，總共有691人受伤，其中包括7名以色列士兵。另外這也是以色列20年年來首次動用飛機轰炸约旦河西岸目标。
2023年6月20日，两名巴勒斯坦哈马斯武装人员在约旦河西岸的一处犹太人定居点开枪，造成4名以色列人死亡，另有4人受伤。两名袭击者被以军开枪打死。之後以色列国防军宣布向约旦河西岸增派兵力。同時大批犹太定居者攻击了位于约旦河西岸的多个巴勒斯坦城镇，冲突導致至少有30多名巴勒斯坦人受伤。
2023年6月21日，以色列軍方使用無人機對傑寧一輛汽車發動空襲，造成3名巴勒斯坦人死亡。這是以軍2005年以來，首次在西岸地區利用無人機實施暗殺行動。
2023年7月3日，以色列军队对杰宁难民营发起突袭，導致至少12名巴勒斯坦人死亡，140人受傷。巴勒斯坦總統阿巴斯宣佈中断与以方的联系和安全协调。7月4日，特拉维夫北部一街区发生一起驾车袭击事件，造成7人受伤。袭击者被开枪打死。巴勒斯坦伊斯兰抵抗运动发表声明确认袭击者为该组织成员，称袭击目的是为报复以色列正在杰宁进行的大规模军事行动。加沙地带有人朝以色列發射火箭弹。以色列战斗机隨即朝加沙地带北部巴勒斯坦伊斯兰抵抗运动的一处地点以及加沙城以西的另一处地点發射導彈。
2023年10月7日（第四次中东战争五十周年纪念日），巴勒斯坦武裝組織哈馬斯由加沙地帶發動代號「阿克薩洪水」的軍事行動，發射逾5,000枚火箭彈襲擊以色列並派員進入其南部領土。并俘虏了多名以色列国防军将领，以色列國防軍隨後向對方空襲予以還擊，並發出「戰爭狀態警報」。，以色列总理内塔尼亚胡敦促以色列人离开加沙，10月9日，以色列国防部长加兰特表示已下令全面包围加沙地带。
2023年10月18日，联合国安理会就巴以冲突举行了会议，对巴西提出的一份呼吁“实行人道主义暫時停火”的决议草案进行表决，12票赞成、1票反对和2票弃权。由于联合国常任理事国美国，使用了一票否决权，草案最终未能通过。
2023年11月13日，以色列拒絕國際社會的停火呼聲和示威浪潮，繼續在加沙北部難民營對哈馬斯武裝分子發動進攻。加沙巴人政府稱，在空襲中喪生的居民人數已上升至11180人，受傷人數超過28000人。
2023年11月14日，聯合國近東巴勒斯坦難民救濟和工程處主任專員稱，加沙南部一幢聯合國工作人員居住的大樓因空襲而遭受嚴重損壞，聯合國駐加沙的工作人員在另一棟建築物內避難，沒有收到任何工作人員傷亡的報告；另外，聯合國總部降半旗，為衝突中遇難的101名工作人員誌哀，聯合國官員和各地工作人員默哀一分鐘。
2023年11月16日，聯合國安理會投票通過由馬耳他提出、呼籲在加沙實施人道主義暫時停火的決議案，這是安理會自以巴爆發衝突以來首次通過相關決議。
2023年11月20日，由沙特阿拉伯、約旦、埃及和巴勒斯坦外長組成的阿拉伯國家外長代表團，於周一（20日）抵達北京，與中共中央政治局委員、中央外事工作委員會辦公室主任王毅會晤，推動為以巴衝突降溫。
2023年11月24日，以色列和哈馬斯為期4天的交換人質和臨時停火協議，於當地時間11月24日 上午7時生效。
2023年11月28日，美國富商馬斯克會晤以色列總理內塔尼亞胡，並表示他希望在以巴衝突結束後幫助重建加沙。
2023年12月1日，以色列軍方表示，哈馬斯違反停火協議，並向以色列領土開火，已在加沙恢復與哈馬斯的戰鬥。
2023年12月12日，聯合國大會以壓倒性多數投票通過決議，要求加沙停火。美國總統拜登稱，以色列總理內塔尼亞胡「必須作出改變」。
2023年12月14日，白宮國家安全顧問沙利文訪問以色列，尋求降低以軍在加沙的作戰強度。美國總統拜登則表示，希望內塔尼亞胡政府更加聚焦於「如何拯救平民的生命」。
2023年12月18日，伊朗支持的也門胡塞武裝對紅海的威脅有增無減，近日接連有貨船受襲下，4家航運巨頭相繼宣布停駛紅海航道。
2023年12月19日，以巴衝突引發海運樞紐紅海局勢動盪，由於支持巴勒斯坦的也門胡塞武裝組織襲擊途經商船，導致油價上升，美國及盟國已同意組建紅海海軍特遣部隊保障航道。
2023年12月21日，美國準備組建多國海軍特遣隊，來保護紅海航運貿易，但也門胡塞武裝組織不為所動，誓言打擊更多商船，警告美國若出手，將攻擊美軍艦隻。
2023年12月29日，加沙衞生部門稱，以軍在周四（28日）再發動20次空襲，導致最少210人死亡、360人受傷，令戰爭爆發以來巴人累積死亡數字超過2.13萬。
2024年1月2日，以色列將在未來幾天從加沙撤出5個旅，將戰爭性質轉變為更具針對性的行動。
2024年1月3日，美國政府批評兩名以色列部長呼籲在加沙走廊以外地區重新安置巴勒斯坦人的言論。

2024年1月5日，美國國務卿布林肯本周將展開以巴衝突以來第四次中東之行。他此行是試圖避免中東爆發更廣泛衝突。

2024年1月8日，美國國務卿布林肯警告，以巴衝突可能很容易就會演變成一場全面的地區衝突。他正在中東穿梭外交，希望給緊張局勢降溫。

2024年1月9日，以色列繼續攻擊哈馬斯。加沙衛生部門表示，自去年10月7號衝突爆發以來，加沙已有超過2.3萬人死於戰火。

2024年1月12日，美英兩國對也門的胡塞武裝目標發動空襲，導致衝突升級。胡塞武裝之前多次發動襲擊，已嚴重干擾紅海的商業運輸。
 針對當前紅海局勢和針對也門的空襲行動，中國外交部發言人毛寧在例行記者會上表示，中方對紅海局勢緊張升級感到憂慮，呼籲有關各方保持冷靜克制，避免衝突進一步擴大。
2024年1月16日，胡塞武裝在亞丁灣向一艘美國貨船發射導彈，並擊中目標。英國海上貿易行動局發布聲明，表示根據船長報告，船的左舷被一枚導彈從上方擊中。

2024年1月17日，卡塔爾政府表示，以色列和哈馬斯已達成協議，向加沙的以色列人質提供緊急藥物，換取當地平民獲得藥物及人道援助。
法國總統馬克龍表示，法國不會加入美英空襲胡塞武裝目標的行動，因為擔憂會令局勢升級。美軍對也門境內的胡塞武裝目標發動新一輪攻擊。胡塞武裝營運的傳媒報道，美英在當地1月17日凌晨時份，轟炸也門北部及中部的多處地點。
2024年1月18日，美國政府將也門胡塞武裝重新列入恐怖組織名單。白宮國家安全顧問沙利文發表聲明說，為應對也門胡塞武裝持續的威脅和襲擊，美國將胡塞武裝列為「特別認定全球恐怖份子」實體，以阻止恐怖份子向他們提供資金，進一步限制胡塞武裝進入金融市場，並追究他們襲擊往來紅海和亞丁灣商船的責任。如果胡塞武裝停止襲擊，美國將立即重新評估有關決定。

2024年4月19日，以色列疑似對伊朗發動大規模空襲，伊朗消息稱繼今晨除伊朗中部城市伊斯法罕外，設有導彈基地的西北部城市塔普里茲(Tabriz)也傳出爆炸聲。

2024年5月26日，以軍隨即於5月26日晚間，空襲拉法一個難民營。哈馬斯衛生部表示，至少40名巴人死亡。

2024年6月12日，哈馬斯已就美國支持的停火提議，向埃及和卡塔爾作出答覆，希望修改協議內容。哈馬斯和巴勒斯坦伊斯蘭聖戰組織在一份聯合新聞聲明中稱，協議應「優先考慮我們巴勒斯坦人民的利益，以及完全停止對加沙走廊的持續侵略。

2024年7月30日，哈馬斯領導人哈尼亞(Ismail Haniyeh)訪問伊朗首都德黑蘭，參加伊朗新總統就職典禮期間，遇襲身亡。哈馬斯發表聲明稱，哈尼亞死於以色列發動的空襲。

## 和平进程

### 奧斯陸協議（1993年）

一份和平运动海报，上绘以色列国旗、巴勒斯坦国旗、阿拉伯语中的“和平”（السلام）一词及希伯来语中的“和平”（שלום）一词

在1991年，就在波斯灣戰爭之後，当美国总统乔治·H·W·布什在西班牙的马德里召开了一次被称作1991年马德里和平会议之後，突破性发展发生了。在主办国挪威，以色列和巴勒斯坦举行了一系列的秘密会谈。会後，巴解组织主席亚西尔·阿拉法特和以色列总理伊扎克·拉宾还有美国总统比尔·克林顿在白宫草坪上签署了奧斯陸協議。对于他们的努力，拉宾、阿拉法特和以色列外交部长西蒙·佩雷斯獲授1994年度诺贝尔和平奖。
在1995年拉宾被暗杀之后，和平进程减慢到几乎停止的地步。巴勒斯坦人在居住地上的生活程况沒有改善，以色列定居点也没有拆除。並且，居住在西岸地区的巴勒斯坦人遭受到了来自巴勒斯坦军事组织的自杀式炸彈襲擊，夾雜在以色列人的還擊下，他们感觉无法生活下去了。

### 戴维营高峰會（2000年）
2000年，美国总统克林顿召集了一次巴勒斯坦总统亚西尔·阿拉法特和以色列总理埃胡德·巴拉克之间的和平高峰会。以色列总理巴拉克称已经提供了巴勒斯坦人大约95%的有争执的领土，连同在东耶路撒冷上的巴勒斯坦主权。
但很多人说，巴拉克提及的69處犹太人定居点（包括85%的西岸犹太人）被划分给以色列，共计是10%的西岸区领土，巴拉克也提议“以色列临时控制”的另外的10%的西岸区是有争议的领土，这一个地区包括许多其他的犹太部落。剩余80%被提议的巴勒斯坦所屬西岸地区被以色列公路旁的检查站所瓦解，因为这让巴勒斯坦人削弱他们自由地旅行在领土上旅行而且减少吸收巴勒斯坦难民的能力，尽管克林顿总统努力，阿拉法特仍抵制了这个提议并且和谈破裂。 
在2001年一月在Taba的协议稍后，以色列谈判者呈现了一个新的地圖。建议移走“临时受以色列人管制的”地区，巴勒斯坦方面接受了这个提议。然而，巴拉克没有一个有利的位置来把这呈现给以色列的民众因为他的支持率很低还有西岸的公共暴行攻击，他没有作更多是要求。和谈并没有任何协议签署。之後，右翼联合党候选人沙龙在2001年2月當選为以色列总理。

### 和平路线图（2002年—2003年）

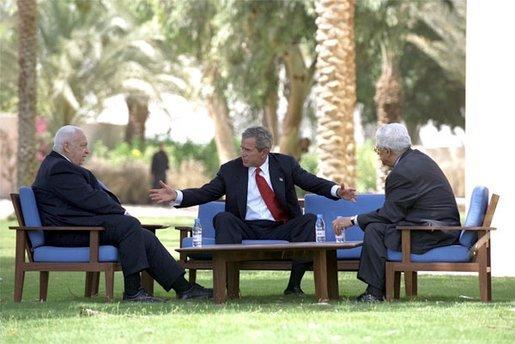
2003年6月4日，乔治·沃克·布什總統（中）在約旦亞喀巴與以色列總理阿里埃勒·沙龙（左）和巴勒斯坦總統马哈茂德·阿巴斯討論和平進程。

在2002年7月，在美国的四方斡旋下，向欧盟、联合国和俄罗斯概略的说明了一个称作“和平路线图”的原理，它包括了一个中立的巴勒斯坦国。路线图在2003年四月会见首任巴勒斯坦當局總理阿巴斯後发布。美国和以色列为这个首任新总理上台高兴，他们两者都拒绝与阿拉法特进行和谈。
这个计划要求以色列和巴勒斯坦当局各自独立行动，暂时搁置争议直到能建立亲善关系为止。 
1. 第一步，巴勒斯坦当局必须“立刻在其土地上以可见的效果努力拘捕，打乱，抑制个人和团体引导和计划的在若何地方针对以色列人的暴力攻击”并且，“重建并重新集中巴勒斯坦当局的安全设施『必须』开始维持，对准，而且有效的运用以对抗所有那些专注于恐怖的人并且毁坏恐怖份子制造恐怖活动的能力和基础设施”。
2. 以色列要拆除在2001年3月份之后建立的定居点，停止所有那些定居点的活动，把军队从在2000年9月28日之后占领的巴勒斯坦地区移开，结束宵禁而且减轻对人和物在行动方面的限制。

在成功当选之后，阿巴斯说他无法不挑起内战反对哈马斯。很清楚的是阿巴斯只控制了巴勒斯坦安全设施的一小部份，大部分依然由阿拉法特牢牢控制着。在2003年6月29日，哈马斯和回教讨伐异教徒组织同意了3个月的“hudna”（临时停火），附加条件是以色列停止暗杀巴勒斯坦领袖和停止處死被以色列管理拘留處释放的巴勒斯坦人。以色列则答应撤回在巴勒斯坦地区的一些军队但是不答应撤销它的暗杀行为。
大约6个星期之久，暴行行为真正的减少了：除了在边界。在8月12日hudna在快速被阐明之后。以色列暗杀了二名哈马斯战士和另外二个进入那布卢斯的人。隔天来自那不勒斯的一架哈马斯自杀式炸弹袭击者和一个回教讨伐异教徒组织的自杀式炸弹袭击者各杀了一个以色列人，并打伤数人。8月14日，以色列暗杀了穆罕默德播种者-回教讨伐异教徒组织领袖军事执行官希布伦。8月19日一个哈马斯自杀式炸弹袭击者杀死了34个刚刚在哭墙祈祷後坐公共汽车回来的犹太人。二天之后，以色列直升飞机杀了一个第4级别的哈马斯领袖分子，伊斯邁·阿布·夏那布。哈马斯和回教讨伐异教徒组织申明在现阶段与hudna脱离关系，虽然它實际上早已停止。接下来的几天，以色列直升飞机发射导弹攻击了哈马斯领导所在的加萨走廊。以色列突击队也在希布伦对寻找哈马斯头目阿貝達拉·庫瓦薩馬、阿默德·巴德和那不勒斯的穆罕莫德·哈那里目标。雙方的行动都令其他民衆意外伤亡。
巴勒斯坦武装法塔赫活跃份子公然地威胁要杀死阿巴斯。阿巴斯没有从阿拉法特那得到权利去执行和平路线圖的任何一个方面。在他的下台演讲中，阿巴斯把他的失败归咎于同时缺乏来自巴勒斯坦的当局和民众的政治支持。

### 更变的和平提议
藉由困难的路线图计划，壓力促使去找寻一个替代方案代替。在2003年12月7日，以色列的艾胡德·奧爾默特提议单方面的大规模从西岸地区和加萨走廊撤出，放弃一些犹太人的定居点和一些领土。这行为被解释为沙龙的试验行为，他在12月18日对巴勒斯坦当局的演讲中给巴勒斯坦当局在以色列采取“单方面行动”之前“几个月”时间去落实路线圖计划。演讲被美国政府强烈批评，美国警告说反对先发制人的夺取路线图成果。为了以色列人的利益，这應是以以色列人民对安全的关心和达成互惠让步的需要应当作为交换的。
另外的一组两年半的谈判是由前以色列前司法部长約希·貝林和前巴勒斯坦新闻局部长亞瑟·阿貝德·拉波秘密举行的。12月1日，二个当事人在日内瓦（称为日内瓦协定）为和平签署发表了一个非正式的蓝图，它为解决衝突制定了基本的架构。它的最终目标与路线图计划没有太大的不同,但是它解决问题采取了“大爆炸”的方法而不愿采取一个按部就班的方法。它被以色列政府和许多巴勒斯坦人谴责发对，巴勒斯坦当局对其不置可否，但是它被许多欧洲政府和布什政府的重要成员包括美国国务卿科林·鲍威尔所欢迎。
另外一个以色列内外人士所提议的方案是“一国方案”。这个方案准备以色列先正式地并吞巴勒斯坦领土，然后建立一个不可分割的单一的巴勒斯坦阿拉伯人自治州。纽约教授托尼·朱特支持該方案，对这个建议既有表示赞同的也有表示指责的。实际上它并不是一个新主意，它早在1920年代就存在，但是因为阿拉伯人口数量在以色列领土的突飞猛进而受到越来越多到重视。一些以色列定居者及許多阿拉伯裔以色列人亦支持这个方案，他们希望以色列可以永远地合法拥有西岸地区和加萨走廊，而阿拉伯裔以色列人則寧願被歧視他們的以色列統治、也不要被腐敗暴力的哈瑪斯及法塔赫統治，況且阿拉伯裔以色列人可以藉由併吞巴勒斯坦來獲得大勢力。考虑到大量的人口和政治问题可能升级，而且猶太人會擔心這樣可以藉由公投、將以色列給改名成巴勒斯坦，无论如何，它似乎对问题未必会有真正的解决。
最近的方案是三國方案，這個方案是放棄建立巴勒斯坦國，而將約旦河西岸併入約旦，加薩走廊併入埃及。優點在於埃及及約旦對以色列來說是溫和的鄰居，而約旦河西岸及加薩走廊會有比較好的發展，而且嚴格來說這樣巴勒斯坦國只是改名成約旦；其缺點是約旦無法負擔對約旦河西岸的管治，以色列及埃及都害怕穆斯林兄弟會因而得勢，也會惹到巴勒斯坦民族主義。

### 重开以巴和谈
2013年7月29日，以色列和巴勒斯坦代表星期一在美国首都华盛顿与美国国务卿克里共进晚餐，重启以巴和谈。这是以巴和谈中断三年以来双方代表首次重归谈判桌，然最後談判破裂以色列和美國開始對巴勒斯坦地區施加軟性經濟制裁至今。

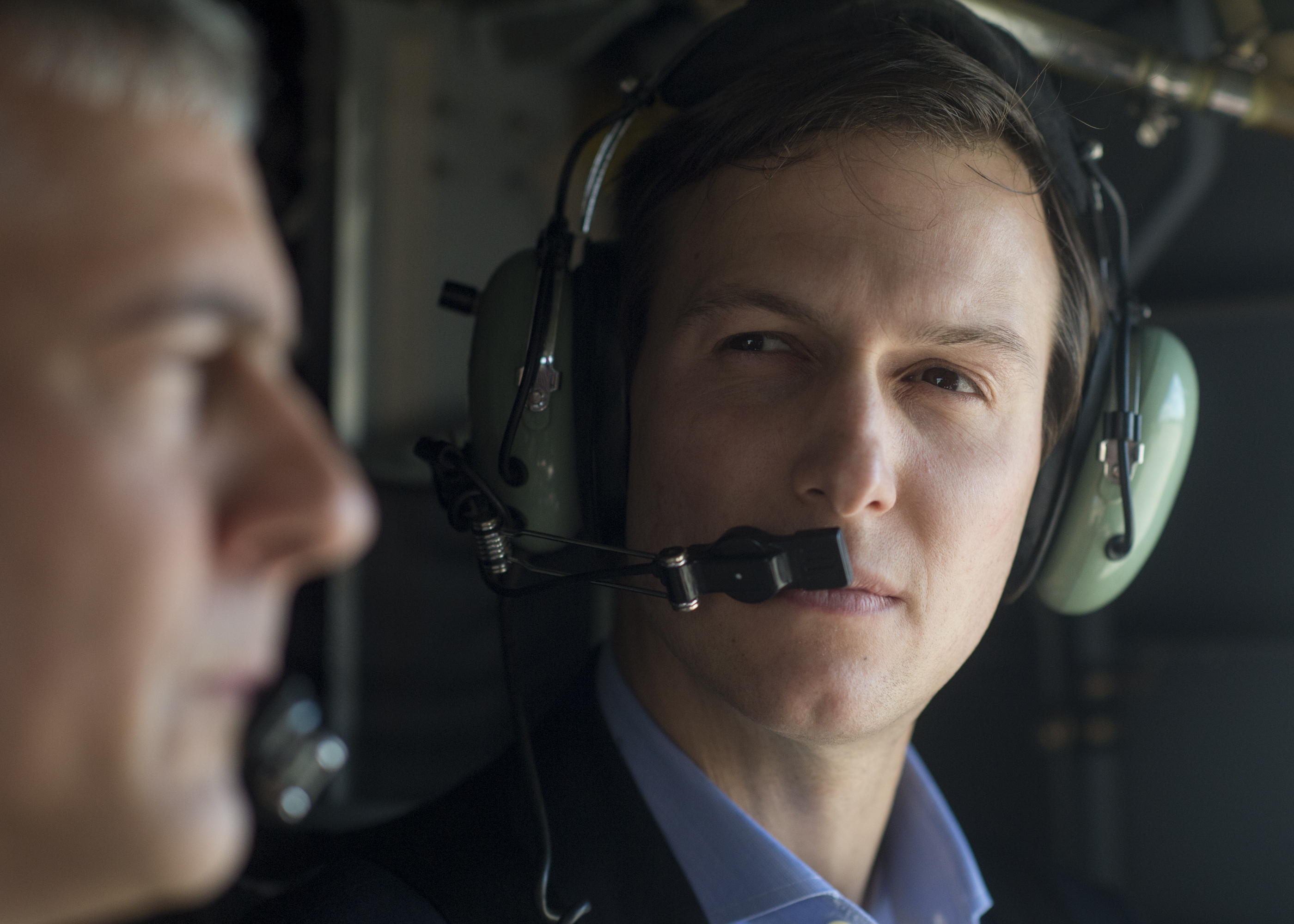
川普女婿库什纳，被任命為政府中東特別顧問，推動世紀協議計劃

2016年美國唐纳德·特朗普總統上台後開始主導推翻民主黨時期中東政策，並單方撕毀伊朗核協議，同時以猶太女婿贾里德·库什纳主導下開始一份名為「世紀協議」的巴以問題方案，該方案主軸非常簡單也就是繼續加大對巴方經濟制裁提升其民眾痛苦，之後在極限施壓下承諾以大量經濟援助交換巴放棄一切政治要求，其策劃主體為提供巨量經濟投資讓10年內巴勒斯坦地區GDP上升一倍，失業率降至10，設立50間醫院等，但必須放棄建國立場、放棄一切武力裝備、放棄耶路撒冷、放棄以色列佔領區等，而經濟投資資金由沙特一派國家出資大部分，美國私人公司視情況投資部分，這一部分交換條件為美國出兵消滅伊朗政權，或至少消滅其核武計畫設施。
巴勒斯坦總統阿巴斯在第一時間聲明不會參與此「世紀協議」任何討論，並認為計劃本身「荒謬可悲」，根本毫無約束力能強制美國守約做到其給予的油水，同時主權與意識形態不是可交易商品，不會看在錢的角度賣掉聖城耶路撒冷。同時，美國本土的學者，曾擔任美驻埃及和以色列大使的普林斯頓大學教授库尔泽發推特文表示，看完這川普女婿籌畫兩年的世紀計畫，若是一張本科生考卷他只能給個「C」。有人認為，從他的評論可看出「整群撰寫者都是對中東一無所知甚至從沒去過的人」，「中東問題若是如此簡易便不會成為超過半世紀以來多國外交菁英都無解的死題」。

### 各民族
- 阿拉伯人
- 犹太人

### 各宗教
- 伊斯兰教
- 犹太教
- 基督教

### 各地理區域
- 以色列
- 巴勒斯坦
- 以色列地理
- 约旦河西岸地区
- 加薩走廊

### 各地点
- 耶路撒冷
- 伯利恒
- 杰里科

### 各段历史
- 以色列历史
- 1948年第一次中东战争
- 1949年停战协定
- 1967年第三次中东战争
- 1982年第五次中东战争
- 1990-1991年海湾战争
- 2008年加沙戰爭
- 2014年加沙戰爭
- 2015年以巴衝突
- 2019年5月以巴衝突
- 2021年以巴冲突
- 2022年加沙—以色列冲突
- 2023年阿克萨清真寺冲突
- 以色列—哈瑪斯戰爭
- 中东战争
- 特朗普和平计划

### 各意识形态
- 犹太复国主义
- 猶太主義
- 反錫安主義
- 反猶太主義

### 各方武裝勢力
- 以色列國防軍
- 法塔赫
- 哈马斯
- 真主党

### 各方人物

#### 以色列人
- 阿里埃勒·沙龙
- 本雅明·內塔尼亞胡

#### 巴勒斯坦人
- 艾哈迈德·舒凯里
- 亚西尔·阿拉法特
- 艾哈迈德·亚辛